# 진건초등학교
진건초등학교는 대한민국 경기도 남양주시 진건읍 용정리에 있는 공립 초등학교이다.

## 학교 연혁
- 1935년 9월 27일 진건공립보통학교(4년제 2학급) 개교설립인가 7월 1일
- 1938년 4월 1일 진건공립심상소학교로 개칭[1]
- 1941년 4월 1일 진건공립국민학교로 개칭[2]
- 진건국민학교로 개칭
- 1981년 3월 5일 병설유치원 개원설립인가 2월 4일
- 1996년 3월 1일 진건초등학교로 개칭[3]
- 2000년 5월 10일 용신초등학교 분리
- 2003년 6월 13일 체육관 개관
- 2005년 9월 1일 사능초등학교 분리
- 2007년 11월 28일 인조 잔디 운동장 준공식
- 2010년 3월 10일 급식소 현대화 사업 준공
- 2011년 6월 15일 기상관찰원 설치
- 2013년 12월 31일 학년연구실 리모델링
- 2014년 8월 31일 교문 신축, 냉난방기교체, 놀이시설개선
- 2014년 9월 1일 제21대 엄인석 교장 취임
- 2017년 2월 10일 제79회 졸업장 수여식(총 13,419명)
- 2017년 3월 1일 초등 20학급(특수 2), 유치원 3학급(특수 1) 편성

## 학교 상징
- 교화 - 장미 : 장미는 모든 사람의 사랑을 받는 다양한 색깔을 지닌 꽃으로 저마다의 소질을 지닌 진건인을 나타낸다.
- 교목 - 은행나무 : 은행나무는 수려하고 수명이 긴 나무로 힘차게 뻗어나가는 진건인의 기상과 발전을 상징한다.

## 참고 자료
- 진건초등학교 - 한국교육학술정보원 학교알리미